# Polpa de celulose

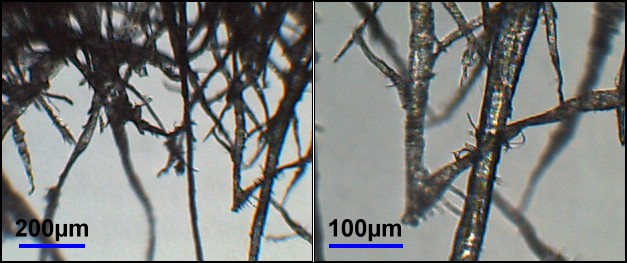
Fibras em polpa de celulose.

A polpa de celulose ou pasta de celulose é o material mais comumente utilizado para a fabricação de papel. As madeiras utilizadas para este fim são conhecidas como madeiras "polpáveis", que geralmente são madeiras macias como a picea, o pinheiro, o abeto e o lariço-europeu, muito embora também ocorra em madeiras duras como o eucalipto e a bétula.

## Fabricação
Se realiza em etapas:
1. Primeiro se retira o córtex da madeira, o que pode ser realizado com ou sem água. O córtex recuperado geralmente se usa como combustível para as caldeiras da planta (unidade de produção).
2. As fibras de celulose que mantêm a madeira coesa são separadas, isto pode ser realizado de distintas maneiras:
  - A madeira pode ser triturada mecanicamente e logo umedecida. Este tipo de pastas produzidas mecanicamente se destinam à produção de papéis que não tem grandes requerimentos de resistência, como jornais. Também pode ser triturada mas usando vapor, gerando as chamadas polpas termomecânicas. Além disso agregam-se substâncias químicas, se obtêm as chamadas polpas quimotermomecânicas. Todas as polpas mecânicas tendem a tomar uma cor amarelento com o tipo, pela presença de lignina nas mesmas.
  - As polpas químicas são produzidas mesclando-se madeira triturada previamente com produtos químicos em grandes recipientes chamados digestores. O efeito do calor e as substâncias químicas dissolvem a lignina, que mantem unidas as fibras de celulose, mas sem quebrar as fibras da madeira. O líquido resultante contem lignina e o resto das substâncias químicas usadas e geralmente é aproveitado como combustível em caldeiras de recuperação. O processo mais utilizado para a produção de polpas químicas é o Kraft.
3. A polpa também pode ser produzida a partir de papel reciclado. Esta polpa reciclada é usada principalmente para fazer papel higiênico, de jornal ou embalagens.

## História
O uso de madeira para fabricar papel é uma invenção relativamente nova. No século XVIII, a matéria prima principal para o papel eram fibras vegetais como as de linho, mas uma escassez das mesmas fez que se experimentassem novos materiais. Em torno de 1850, um alemão chamado Friedrich Gottlob Keller triturou madeira a úmido para obter polpa, posteriores investigações do estadunidense Tilghman e do sueco C.F. Dahl permitiram a melhora do processo, utilizando produtos químicos. Isto permitiu um grande barateamento do papel, o que redundou em um aumento da circulação de revistas de baixo custo, conhecidas como pulps.

## Impacto ambiental
Efluentes
Os efluentes líquidos gerados no processo de fabricação da polpa de celulose são obrigatoriamente tratados em estações de tratamento de efluentes, caso contrário, o lançamento desses efluentes podem causar poluição e danos aos ecossistemas aquáticos. 
O processo de tratamento de efluentes é capaz de reduzir a DBO (demanda bioquímica de oxigênio) em 85-95% e a DQO (demanda química de oxigênio) em 40-80%, atendendo os limites estabelecidos pela legislação ambiental pertinente. Esse processo forma o lodo como subproduto, que, posteriormente, pode ser usado como adubo orgânico.
Recursos renováveis
No Brasil, a celulose é 100% extraída de florestas plantadas para este fim, fazendo com que a mata nativa não seja suprimida. Além disso, as florestas de eucalipto captam CO2 da atmosfera durante todo seu período de cultivo, minimizando os efeitos das mudanças climáticas.
O manejo sustentável das florestas de eucalipto contribui na regularização da vazão de água dos rios e ajuda na diminuição da turbidez e do assoreamento dos mananciais hídricos, além de melhorar as propriedades físicas, biológicas e a fertilidade do solo, se comparado, por exemplo, com pastagens degradadas. 
Nos plantios de eucalipto intercalados com áreas de conservação natural, avista-se diversas espécies da fauna brasileira, especialmente aves e mamíferos, porque permite que os animais silvestres transitem livremente nessas áreas, contribuindo para conversação e proteção da biodiversidade.

## Curiosidades
De acordo com a Two Sides, organização sem fins lucrativos que reúne representantes de comunicação impressa e de silvicultura até impressão de papéis de todo o mundo, a indústria de papel possui cerca de 30 sistemas de certificações respeitados, que garantem que o papel que você utiliza veio de uma fonte sustentável. Entre eles, destacam-se o Forest Stewardship Council (FSC) e o Programa Brasileiro de Certificação Florestal (Cerflor).